# Petar Filipović
Petar Filipović (Amburgo, 14 settembre 1990) è un calciatore tedesco naturalizzato croato, difensore del Grazer AK.

## Carriera
Dopo gli inizi al MSV Amburgo e SC Europa, nel 2002 si trasferisce al St. Pauli, un'altra squadra della sua città natale. Il 15 maggio 2011 debutta in Bundesliga nella sconfitta per 1-2 contro il Magonza. Nella stessa stagione con la squadra delle riserve del St. Pauli viene promosso in Regionalliga. Per la stagione 2011-12, pur allenandosi con la prima squadra, viene aggregato ancora una volta alla compagine under-23. A fine anno decide di non rinnovare il contratto col club di Amburgo.
A fine ottobre 2012 si trasferisce al Cibalia Vinkovci, squadra di prima divisione croata, che termina la stagione 2012-13 con un penultimo posto e la conseguente retrocessione. Filipović colleziona complessivamente 20 presenze, marcando due reti. Rimasto in Croazia, a fine giugno 2013 si aggrega allo Slaven Belupo, mantenendo la categoria della massima serie.
Nell'inverno 2015 si trasferisce agli austriaci del Ried e per la stagione 2016-17 firma un contratto biennale con l'Austria Vienna. A fine stagione i viennesi si classificano secondi alle spalle dei campioni del Salisburgo.
Nell'agosto 2017 i turchi del Konyaspor si aggiudicano le prestazioni sportive del giocatore fino a giugno 2020. Nel 2017 con i Lampi verdi vince una storica Coppa di Turchia e la Supercoppa 2017 contro i vincitori del campionato turco del Beşiktaş. In due stagioni totalizza 28 apparizioni in Süper Lig.
Il 3 settembre 2019 torna in Austria, nelle file del LASK Linz, con cui sottoscrive un contratto triennale.

## Palmarès

### Competizioni nazionali
- Coppa di Turchia: 1

Konyaspor: 2016-2017
- Supercoppa di Turchia: 1

Konyaspor: 2017